# Diplonotos novus
Diplonotos novus is een mosdiertjessoort uit de familie van de Bifaxariidae. De wetenschappelijke naam van de soort is, als Xenicobrium novum, voor het eerst geldig gepubliceerd in 1988 door Gordon.